# Inkaandenkolibri
Der Inkaandenkolibri (Coeligena inca) ist ein Seglervogel in der Familie der Kolibris (Trochilidae), der in Peru und in Bolivien vorkommt. Der Bestand wird von der IUCN als „nicht gefährdet“ (Least Concern) eingestuft.

## Merkmale
Der Inkaandenkolibri erreicht eine Körperlänge von etwa 14,5 cm bei einem Gewicht von ca. 6,8 bis 7,2 g. Er hat einen langen schwarzen Schnabel. Hinter den Augen hat er einen weißen Punkt. Das Männchen hat eine samtfarben schwarzen Kopf mit einem grünen vorderen Oberkopf. Der Rest der Oberseite ist goldgrün, was am Hinterrücken in ein schimmerndes Grün übergeht. Die Oberschwanzdecken sind goldgrün. Die Kehle ist größtenteils schwarz, oft mit verstreuten grünen paillettenförmigem Flecken. Ein auffälliger oranger Kragen steht in starkem Kontrast zur schwarzen Kehle und dem glitzernd grünen Bauch. Die Unterschwanzdecken sind blass golden grün mit weißen Säumen. Das mittlere Paar der Steuerfedern sind bronzegrün, während die übrigen weiß mit bronzegrünen Spitzen sind. Der Kopf des Weibchens ist schwarz, aber heller als beim Männchen mit golden grünen Pailletten. Der Rest der Oberseite schimmert goldgrün. Der auffällige rötliche Kragen weist einige grüne Paillettenflecken an der Seite auf. Die Unterseite wirkt ausgewaschen rötlich mit großen goldgrünen Pailletten. Die Augen beider Geschlechter sind dunkelbraun. Die Beine sind hell gräulich pink mit schwarzen Krallen. Jungtiere ähneln den Weibchen.

## Lautäußerungen
Der Gesang des Inkaandenkolibris ist bisher unbeschrieben und es gibt bisher nur wenige bis keine Aufnahmen seines Gesangs.

## Fortpflanzung
Verschiedene Nester des Inkaandenkolibris wurde von August bis Dezember studiert. Sein Nest platziert er in zwei bis elf Metern über dem Boden an freiliegenden Ästen oder Wurzeln an moosbewachsenen Überhängen von Felsen. Das kelchförmige Nest besteht aus Moos und ist mit Farnschuppen ausgekleidet. Es hat einen Innendurchmesser von 45 mm, einen Außendurchmesser von 75 bis 82 mm und eine Napftiefe von 31 mm. Ein Gelege besteht aus zwei pillenförmigen weißen Eiern, die 15 × 9 mm groß sind und 0,75 g wiegen. Die Nestlinge werden nach 23 Tagen flügge. Es sieht so aus, dass nur das Weibchen die Nestlinge mit Futter versorgt.

## Verhalten und Ernährung
Wie viele andere Kolibris verhält der Inkaandenkolibri sich relativ aggressiv an künstliche Futterstellen (Feeder). Zu seinen Nektarquellen gehören epyphitische Heidekrautgewächse, Weinreben, Kletterpflanzen und Bromelien mit hauptsächlich langen, röhrenförmigen, hängenden Blütenkronen. Ebenso wurde er an Calathea aus der Familie der Pfeilwurzgewächse beobachtet. Als sogenannter Trapliner fliegt er regelmäßig in rascher Folge ganz bestimmte verstreute Blüten an. Insekten und andere Gliederfüßer werden im Flug gejagt oder von Blättern abgesammelt.

## Verbreitung und Lebensraum

Verbreitungsgebiet des Inkaandenkolibris (grün)

Der Inkaandenkolibri bewegt sich in feuchten Bergwäldern im Unterholz und den Straten des unteren Kronendachs. Hier kommt er in Höhenlagen von 1600 bis 3200 Metern vor. Er ist in den Anden im Südosten Perus und in Bolivien verbreitet.

## Migration
Vermutlich ist er ein Strichvogel mit saisonalen Kurzstreckenwanderungen, der sich nach der Fortpflanzung verbreitet. Im November wurde ein Exemplar in 200 Meter Höhe beobachtet, was offenbar eine Reaktion auf sehr kaltes Wetter in höheren Lagen zurückzuführen ist.

## Unterarten
Es sind zwei Unterarten anerkannt:
- Coeligena inca omissa Zimmer, JT, 1948[4] kommt im südöstlichen Peru vor.
- Coeligena inca inca (Gould, 1852)[5] ist in Bolivien verbreitet.

Die International Ornithologists’ Union vertritt hier eine andere Meinung als das South American Classification Committee. Das SACC vertritt die Meinung, dass es sich um weitere Unterarten des Violettscheitelkolibris Coeligena torquata inca und Coeligena torquata omissa handelt.

## Etymologie und Forschungsgeschichte
Die Erstbeschreibung des Inkaandenkolibris erfolgte 1852 durch John Gould unter dem Namen Bourcieria inca. Das Typusexemplar wurde von Józef Warszewicz in Bolivien gesammelt. Im Jahr 1833 führte René Primevère Lesson die Gattung Coeligena ein. Das Wort Coeligena leitet sich aus den lateinischen Wörtern coelum bzw. caelum für „Himmel“ und genus für „Nachkomme“ ab. Lesson selbst nannte die gleichnamige Art auch Ornismye Fille du Ciel, also Tochter des Himmels. Der Artname inca bezieht sich auf die Inkas. Das Wort omissa leitet sich vom lateinischen omissus, omittere für übersehen, nicht beachtet ab.